# Nuevo Frente Popular
El Nuevo Frente Popular (NFP, en francés: Nouveau Front Populaire), es una amplia coalición de partidos políticos progresistas y de izquierda francesa lanzada el 10 de junio de 2024 para participar en las elecciones legislativas anticipadas de 2024. Toma el nombre del histórico Frente Popular que gobernó entre 1936 y 1938.
El NFP reúne a Los Ecologistas, La France Insoumise, el Partido Comunista Francés, el Partido Socialista, Génération.s, la Izquierda Republicana y Socialista, el Nuevo Partido Anticapitalista y a otros partidos de izquierda franceses, al tiempo que promueve una movilización de las asociaciones, de las fuerzas sindicales y de la sociedad civil.

Partido de la coalición que nomina al candidato por circunscripción:
La France Insoumise (229)
Parti Socialiste (175)
Les Écologistes (92)
Parti Communiste Français (50)
Independientes y Regionalistas (31)

Además del acuerdo de gobierno, se necesitaba distribuir las 577 circunscripciones en juego durante las elecciones legislativas del 30 de junio y 7 de julio entre los distintos partidos de esta alianza de izquierdas.
La distribución de las circunscripciones se hizo con base en los resultados de las elecciones de 2022 y a las elecciones europeas de 2024. Esto hizo que el Partido Socialista aumentara en gran medida las circunscripciones asignadas, de 70 en 2022 a 175 en 2024. En cambio, Francia Insumise pasó de 330 a 229 y Los Ecologistas pasaron de 100 a 92. El último de los grandes partidos de la coalición, el Partido Comunista, se mantuvo en 50. El resto de circunscripciones (en gran medida las de ultramar) se distribuirán entre los partidos regionalistas e independientes de la coalición.

## Programa
En los 15 primeros días de gobierno
El programadel Nuevo Frente Popular (NFP) propone congelar los precios de los productos de primera necesidad en alimentación, energía y carburantes, derogar inmediatamente la reforma de Macron que eleva la edad de jubilación a 64 años, así como la reforma del seguro de desempleo, aumentar la pensión mínima contributiva al nivel del salario mínimo y la pensión mínima de vejez al nivel del umbral de pobreza, elevar el salario mínimo a 1.600 euros después de impuestos, aumentar el punto de indexación de los funcionarios públicos en un 10%, entablar negociaciones comerciales para garantizar un precio mínimo a los agricultores y gravar los superbeneficios de los agroindustriales y la gran distribución y aumentar un 10% el APL (subsidio personalizado de vivienda).
Para «defender el derecho a la vivienda», el programa recoge revertir los recortes anuales de 1.400 millones de euros a las organizaciones de vivienda social, crear alojamientos de emergencia para la acogida incondicional y, en situaciones de urgencia, requisar las viviendas vacías necesarias para alojar a las personas sin hogar.
Respecto a los servicios públicos, se pacta organizar una conferencia para tratar la saturación del sistema hospitalario público durante el verano, y proponer que se mejore el trabajo nocturno y de fin de semana del personal, así como dar los primeros pasos hacia la gratuidad total de la escuela: comedor, material, transporte, actividades extraescolares.
Además, se rechaza las restricciones de austeridad del pacto presupuestario y se propone una reforma de la Política Agrícola Común (PAC).
En cuanto a los asuntos exteriores, la alianza declaró que exigiría un alto el fuego inmediato en Gaza, que reconocería a Palestina, que «defendería indefectiblemente la soberanía y la libertad del pueblo ucraniano» incluso continuando con la entrega de armas. 
En los 100 primeros días de gobierno
Entre las medidas propuestas se incluye indexar los salarios a la inflación, elevar la Asignación de Autonomía para Minusválidos (AAH) al nivel del salario mínimo y eliminar el impuesto del 10% sobre las facturas de energía. Además, se planea anular el aumento previsto del precio del gas a partir del 1 de julio, limitar las comisiones bancarias, hacer gratuito el primer kilovatio hora de electricidad, y suprimir los cortes de electricidad, calefacción y gas, salvo durante la tregua invernal. También se prevé anular las reformas sobre la renta de solidaridad activa (RSA) implementadas por Macron.
En el ámbito de la salud y la educación, la coalición planea aprobar leyes significativas en ambas áreas. También se comprometen a combatir todas las formas de racismo, antisemitismo e islamofobia.
En cuanto a la política ecológica, se prevé iniciar una «planificación ecológica» que incluye la aprobación de una ley sobre energía y clima, la implementación de la regla verde y la consecución de la neutralidad de carbono para 2050. También se garantizará que todas las viviendas estén completamente aisladas, se aumentarán las ayudas para todos los hogares, y se acelerará la renovación de edificios públicos. La coalición busca reforzar los sectores de producción de energías renovables en Francia y Europa, y convertir a Francia en un líder europeo en energía marina mediante el desarrollo de la energía eólica marina y la energía mareomotriz.
En el ámbito fiscal, la coalición propone una política fiscal destinada a «eliminar los privilegios de los multimillonarios». Esto incluye aumentar la progresividad del impuesto sobre la renta a 14 tramos, hacer progresivo el CSG, reintroducir un impuesto sobre el patrimonio (ISF) más fuerte con un componente climático, suprimir el impuesto único y restablecer el impuesto de salida. Además, se pretende eliminar los nichos fiscales ineficientes, injustos y contaminantes, reformar el impuesto de sucesiones para enfocarse en los patrimonios más altos y establecer un límite máximo de herencia, e introducir un impuesto sobre los productos importados basado en el kilometraje. También se reducirá el impuesto sobre la renta y la seguridad social para las rentas más bajas.
Otras medidas
Entre otras medidas incluidas en el programa, se puede encontrar:
- Recuperar como objetivo el derecho a la jubilación a los 60 años, previa a 2010, y aumentar cotizaciones a pensiones en 0,25 puntos anuales durante cinco años.

- Garantizar la semana laboral de 35 horas y reducir a 32 horas inmediatamente en trabajos penosos o nocturnos y desarrollar un plan de acción para «cero muertes en el trabajo».

- Aumentar las ayudas a la vivienda y construir 200.000 viviendas públicas anuales durante cinco años con «estándares ecológicos elevados».

- Aumentar las ayudas a los jóvenes y crear un billete único para acceso a trenes, transportes públicos, bicicletas y coches de autoservicio.

- Establecer 500.000 plazas en guarderías y servicios de atención infantil.

- Suprimir la «monarquía presidencial» y avanzar hacia una 6.ª República, con una mayor importancia del Parlamento, mediante una asamblea constituyente de ciudadanos elegidos.

- Desarrollar el transporte público y ecológico, preservar la biodiversidad y plantear un gestión pública del agua con tarifa progresiva y diferenciada según su uso.

- Derogar las leyes de asilo e inmigración de Macron.

- Eliminar la granjas industriales y prohibir la cría en jaulas.

- Rechazar financiación pública para nuevos edificios religiosos.

## Miembros
| Partido                       | Partido                       | Partido                                                | Abre.                         | Ideología                                                                               | Posición política             | Líder/es                      |
| La France Insoumise y aliados | La France Insoumise y aliados | La France Insoumise y aliados                          | La France Insoumise y aliados | La France Insoumise y aliados                                                           | La France Insoumise y aliados | La France Insoumise y aliados |
| ----------------------------- | ----------------------------- | ------------------------------------------------------ | ----------------------------- | --------------------------------------------------------------------------------------- | ----------------------------- | ----------------------------- |
|                               |                               | Francia Insumisa                                       | LFI                           | - Socialismo democrático - Ecosocialismo - Ecologismo - Populismo de izquierda          | Izquierda                     | Jean-Luc Mélenchon            |
|                               |                               | Partido de Izquierda                                   | PG                            | - Socialismo democrático - Marxismo libertario - Socialismo científico - Republicanismo | Izquierda                     | Éric Coquerel                 |
|                               |                               | Ensemble!                                              | E!                            | - Socialismo - Ecosocialismo                                                            | Izquierda                     | Liderazgo colectivo           |
|                               |                               | Picardie Debout                                        | PD                            | - Populismo de izquierda - Proteccionismo                                               | Izquierda                     | François Ruffin               |
|                               |                               | Révolution écologique pour le vivant                   | REV                           | - Veganismo - Ecologismo                                                                | Izquierda                     | Aymeric Caron                 |
|                               |                               | Partido Obrero Independiente                           | POI                           | - Internacionalismo - Socialismo - Euroescepticismo - Trotskismo                        | Extrema izquierda             | Liderazgo colectivo           |
|                               |                               | Gauche écosocialiste                                   | GES                           | - Ecosocialismo                                                                         | Izquierda                     | Liderazgo colectivo           |
|                               |                               | Gauche démocratique et sociale                         | GDS                           | - Socialismo democrático                                                                | Izquierda                     | Gérard Filoche                |
|                               |                               | Por una ecología popular y social                      | PEPS                          | - Ecosocialismo                                                                         | Extrema izquierda             | Liderazgo colectivo           |
| Les Écologistes y aliados     |                               |                                                        |                               |                                                                                         |                               |                               |
|                               |                               | Los Ecologistas                                        | LE                            | - Política verde - Federalismo europeo                                                  | Centroizquierda a izquierda   | Marine Tondelier              |
|                               |                               | Génération.s                                           | G·s                           | - Socialismo democrático - Ecosocialismo - Europeísmo                                   | Centroizquierda a izquierda   | Benoît Hamon                  |
|                               |                               | Alternativa Alsaciana                                  | AA                            | - Socialismo democrático - Regionalismo                                                 | Izquierda                     |                               |
| Socialistas y aliados         |                               |                                                        |                               |                                                                                         |                               |                               |
|                               |                               | Partido Socialista                                     | PS                            | - Socialdemocracia - Europeísmo                                                         | Centroizquierda               | Olivier Faure                 |
|                               |                               | Place Publique                                         | PP                            | - Socialdemocracia                                                                      | Centroizquierda               | Aurore Lalucq                 |
| Comunistas y aliados          |                               |                                                        |                               |                                                                                         |                               |                               |
|                               |                               | Partido Comunista Francés                              | PCF                           | - Comunismo - Eurocomunismo - Marxismo - Ecosocialismo - Feminismo marxista             | Izquierda                     | Fabien Roussel                |
|                               |                               | Humains et dignes                                      | HeD                           | - Socialismo democrático                                                                | Izquierda                     | Muriel Ressiguier             |
|                               |                               | Izquierda Republicana y Socialista                     | GRS                           | - Socialismo                                                                            | Izquierda                     | Emmanuel Maurel               |
|                               |                               | Los Radicales de Izquierda                             | LRDG                          | - Radicalismo - Socialismo                                                              | Centroizquierda               | Stéphane Saint-André          |
|                               |                               | L'Engagement                                           | L'E                           | - Socialismo                                                                            | Centroizquierda               | Arnaud Montebourg             |
|                               |                               | Movimiento Republicano y Ciudadano                     | MRC                           | - Gaullismo de Izquierda                                                                | Izquierda                     | Jean-Luc Laurent              |
|                               |                               | Pour La Réunion                                        | PLR                           | - Socialismo democrático                                                                | Izquierda                     | Huguette Bello                |
| Otros                         |                               |                                                        |                               |                                                                                         |                               |                               |
|                               |                               | Nuevo Partido Anticapitalista                          | NPA–A                         | - Socialismo - Anticapitalismo                                                          | Extrema izquierda             | Liderazgo colectivo           |
|                               |                               | Nouvelle Donne                                         | ND                            | - Progresismo                                                                           | Centroizquierda a Izquierda   | Arnaud Lelache                |
|                               |                               | Mouvement des progressistes                            | MdP                           | - Progresismo                                                                           | Centroizquierda               | François Béchieau             |
|                               |                               | Allons enfants                                         | AE                            | - Socioliberalismo                                                                      | Centroizquierda               | Félix David-Rivière           |
|                               |                               | Partido Radical de Izquierda                           | PRG                           | - Socioliberalismo - Radicalismo                                                        | Centroizquierda               | Guillaume Lacroix             |
|                               |                               | Citoyenneté, action, participation pour le xxie siècle | Cap21                         | - Liberalismo verde                                                                     | Centroizquierda               | Corinne Lepage                |
|                               |                               | Unión Democrática Bretona                              | UDB                           | - Nacionalismo de izquierda - Nacionalismo bretón                                       | Izquierda                     | Tifenn Siret                  |
|                               |                               | Euskal Herria Bai                                      | EHBai                         | - Izquierda abertzale                                                                   | Izquierda                     | Nikolas Blain                 |

## Resultados electorales

### Elecciones legislativas
|  | 28,14 % |

|  | 25,81 % |

* A pesar de no ser la primera fuerza a nivel de votos, logro serlo a nivel de escaños.